# Ann Powers
Ann Powers (* 4. února 1964) je americká hudební kritička a spisovatelka. Vyrůstala v Seattlu a studovala na San Francisco State University a Kalifornské univerzitě v Berkeley. Jejím manželem byl později novinář Eric Weisbard. Sama přispívala například do The New York Times, The Village Voice, Blender a Los Angeles Times. Je spoluautorkou autobiografické knihy zpěvačky Tori Amos nazvané Piece by Piece.